# Воронково (Рыбинский район)
Воронково — деревня Арефинского сельского поселения Рыбинского района Ярославской области.
Деревня располагается на восток, в непосредственной близости к центру сельского поселения села Арефино, на дороге, идущей из Арефино на восток к деревне Починок–Болотово, наиболее крупной деревне на востоке поселения. Она стоит на правом берегу небольшого ручья, который впадает в Ухру на южной окраине Арефино. На юг от Воронково на расстоянии около 1 км, на берегу Ухры стоят деревни Наволоки и Крёково .
Деревня Воронкова указана на плане Генерального межевания Рыбинского уезда 1792 года. Ручей, на котором стоит деревня на этом плане обозначен речка Аринковка.
На 1 января 2007 года в деревне Воронково числилось 52 постоянных жителя . Почтовое отделение, расположенное в центре сельского поселения селе Арефино обслуживает в деревне Воронково 28 домов .